# Heinrich Reinhart (Maler, 1829)
Heinrich Reinhart (* 8. September 1829 in Wien; † 1914 in Santa Bona) war ein österreichischer Maler.
Heinrich Reinhart studierte bei Joseph von Führich an der Akademie der bildenden Künste Wien. Er ging bald nach Venedig und war hauptsächlich als Aquarellmaler tätig.

## Werke
- Altarbild Petrus Canisius in der Canisiuskirche in Wien
- Porträtbild Josef Colloredo-Mannsfeld, Österreichisches Parlament[1]